# Andělská Hora (ort i Tjeckien, Karlovy Vary)
Andělská Hora är en ort i Tjeckien.   Den ligger i regionen Karlovy Vary, i den västra delen av landet, 100 km väster om huvudstaden Prag. Andělská Hora ligger 657 meter över havet och antalet invånare är 203.
Terrängen runt Andělská Hora är kuperad åt nordväst, men åt sydost är den platt.Runt Andělská Hora är det glesbefolkat, med 19 invånare per kvadratkilometer. Närmaste större samhälle är Karlovy Vary, 7,2 km väster om Andělská Hora. Omgivningarna runt Andělská Hora är en mosaik av jordbruksmark och naturlig växtlighet.